# Кузин, Александр Сергеевич
Александр Сергеевич Ку́зин (род. 15 октября 1953) — российский режиссёр и театральный педагог. Народный артист России (2011). Член-корреспондент РАЕН, кандидат педагогических наук, профессор, член Президиума Российского отделения АССИТЭЖ. Лауреат премии им. Ленинского комсомола. Шестикратный лауреат премии имени Фёдора Волкова (Ярославская область) за заслуги в области театрального искусства, трижды был удостоен премии «Самарская театральная муза» за лучшие режиссёрские работы.

## Творческий путь
Окончил Ташкентский театральный институт — актёрский факультет (1975), затем режиссёрский (1983).
Сыграл более 40 ролей в Ташкентском русском театре драмы, снимался в кино. С 1982 по 1990 год работал в этом театре как режиссёр.
Впоследствии стажировался в режиссёрских лабораториях Г. Товстоногова, А. Эфроса, М. Туманишвили, М. Захарова, А. Шапиро. Поставил около 140 спектаклей.
С 1990 по 2003 год был главным режиссёром (художественным руководителем) Ярославского ТЮЗа, где поставил около 40 спектаклей.
В настоящее время — профессор Ярославского государственного театрального института, руководитель актёрской мастерской.

## Избранные постановки
- «Ромео и Джульетта» У. Шекспира
- «Лекарь поневоле» Ж.-Б. Мольера
- «На всякого мудреца довольно простоты» и «Бешеные деньги» А. Островского
- «Доктор Чехов и другие» по А. Чехову
- «На дне» и «Последние» М. Горького
- «Калигула» А. Камю
- «Не играйте с архангелами» Д. Фо
- «Лев зимой» Д. Голдмэна
- «Марафон» К. Конфортеса
- «Быть или не быть» У. Гибсона
- «Дембельский поезд» Александр Архипов
- «Месяц в деревне» И. Тургенева

а также произведения классиков русской литературы XX века — В. Шукшина, Б. Окуджавы, Э. Радзинского, С. Маршака, К. Чуковского, Е. Шварца, пьесы современных русских авторов — Н. Коляды, Н. Садур, Г. Горина.

## Фильмография
- 1985 — «Вина лейтенанта Некрасова» — Алексей Луговой, лётчик
- 1987 — «Воскресный день в аду» — командир русской эскадрильи

## Международное сотрудничество
Александр Кузин осуществил совместный российско-турецкий проект по постановке пьесы современного турецкого автора в России, руководил работой театральной лаборатории актеров из Германии, подготовил большую группу актеров и режиссеров театра и кино для Узбекистана, Туркмении, Киргизии. Вел театральные мастер-классы в Германии и Южной Корее.